# لونا كوهين
لونا كوهين (بالإنجليزية: Lona Cohen)‏ (بالروسية: Коэн, Леонтина Тереза)‏ (ولدت في 1 يناير 1913، توفيت في 23 ديسمبر 1992) تعرف أيضا باسم هيلين كروجر أو ليونتين تيريزا بيتكا جاسوسة لصالح الاتحاد السوفيتي أمريكية الجنسية.
اشتهرت بدورها في تهريب مخططات القنبلة الذرية من لوس ألاموس. تزوجت من زميلها في التجسس موريس كوهين.

## السيرة الذاتية
ولدت لونا كوهين تحت اسم ليونتين تيريزا بيتكا في آدامز، ماساتشوستس، ابنة للمهاجرين الكاثوليكين البولنديين. في الخامسة عشرة من عمرها تركت لونا منزل والديها في تافتسفيل، كونيتيكت وانتقلت إلى مدينة نيويورك. بعد أن انضمت إلى الحزب الاشتراكي الأمريكي في جرينتش. في بداية عام 1928، تركت ديانة والديها الكاثوليكية وأصبحت ملحدة. ثم انفصلت أيضا عن الحزب الاشتراكي الأمريكي، ثم أصبحت عضوًا في الحزب الشيوعي. في حوار لها مع جورج بليك في كتابه الخلد البريطاني للاتحاد السوفيتي ذكر أن لونا كانت امرأة حازمة للغاية، مصممة للغاية".
في عام 1941، تزوجت من موريس كوهين، دون أن تعلم أنه جاسوس للاتحاد السوفيتي.

## التجسس
تحمل لونا كوهين الجنسية الأمريكية وهي عضوة في الحزب الشيوعي بالولايات المتحدة الأمريكية. في عام 1941، جُندت في عملية تجسس سوفييتي خارج ولاية نيويورك علي يد زوجها موريس. في البداية عملت هي وموريس مع ضابط المراقبة السوفيتي سيميون سيميونوف إلى أن تم القبض على سيميونوف في مكتب التحقيقات الفيدرالي عن طريق رسالة مجهولة، بعد ذلك تم استعادته إلى موسكو. بعد 4 أشهر، تم تعيين للونا وموريس ضابط مراقبة جديد يسمي أناتولي ياتسكوف.
تم تكليف لونا لأول مرة بسرقة أسلحة أمريكية مطورة حديثًا للاتحاد السوفيتي. التقت لونا بشاب ذكرت في تقريرها أن اسمه ألين، كان يعمل في مصنع للطائرات في هارتفورد، كونيتيكت. طلبت لونا من ألين تهريب نموذج عمل لبندقية آلية جديدة من مصنعه. فوافق، مقابل 2000 دولار. حمل ألين النموذج على كتفيه أسفل معطفه، وتمكن من التسلل من المصنع وأخفاها داخل حقيبة كمان ونقلها إلى القنصلية السوفيتية دون معرفة أحد.
في عام 1942، بدأت شبكة موريس بالتوسع ووظفت سبعة عملاء وبدأت قدرة لونا في القيادة بالظهور. سميت الشبكة بالخط العاشر شملت مهماتهم عمليات التجسس التقنية والعلمية والصناعية، قاموا خلالها باستلام وتسليم العديد من المستندات على طول الساحل الشرقي. وكثيرا ما تلقت وثائق من البحارة من أمريكا الجنوبية ومن أوروبا. استطاعت باستخدام سحرها إقناع عمال الرصيف بالسماح لها بالوصول إلى السفن.
في وقت لاحق، كتب سيميونوف تقييمًا لكوهين، أظهر فيه مدى حبها للاتحاد السوفيتي وعملها مع العميل لينك والذي تم تحديده في النهاية باسم بيل ويسباند.
أثناء عملها في الخط العاشر، عملت لونا في محطتين دفاعيتين. الأولى، في عام 1942، في معدن بابل مشغل للآلات والثانية في عام 1943، في منتجات براغي الطائرات. أثناء عملها في منتجات براغي الطائرات تعرضت لونا لحادث، وتمزق جزء من شعرها. اتهمتها المشرفة التي عملت عليها بالوعظ بالشيوعية.
عندما تسربت ملعومات عن مشروع مانهاتن المتطور إلى السوفييت، تم اختيار لونا كوهين من قبل ضابط المراقبة الجديد، أناتولي ياتسكوف للعمل سريعا. كانت مهمة لونا هي نقل معلومات سرية من قاعة ثيودور مع عميل كان اسمه الحركي فوجل وبيرس من مشروع الأسلحة النووية الأمريكية السرية في لوس ألاموس، نيو مكسيكو، إلى القنصلية السوفيتية في نيويورك.
في أواخر أغسطس 1945، التقت لونا مع هول لأول مرة خارج كنيسة في ألباكركي، نيو مكسيكو. كانت لونا قد ذهبت إلى هذه الكنيسة في أيام الأحد الأربعة السابقة، لكن هول كان مرتبكًا بشأن موعد مقابلتها ولم يظهر إلا بعد مرور شهر تقريبًا على الموعد المقرر. أعطاها هول التقرير الذي سافرت به إلى نيويورك. لتجنب الكشف، قامت بإخفاء التقرير داخل صندوق كلينيكس، وهي خطوة جعلتها مشهورة إلى حد ما داخل دوائر التجسس السوفيتية بسبب ذكائها. بعد إعادته إلى نيويورك، اكتشف أن التقرير الذي ساعدت في إيصاله يحتوي على مخطط كامل لأول قنبلة ذرية.
بعد انشقاق إليزابيث بنتلي وإيجور جوزينكو، أنهت كوهين الاتصال بالمخابرات السوفيتية حتى عام 1949، حيث بدأت بالعمل مع العقيد رودولف آبل، مقيم غير شرعي في الولايات المتحدة. في عام 1950، اعتقل كلاوس فوكس في المملكة المتحدة، لم يكن أمام كوهين وزوجها خيار سوى الفرار إلى موسكو. غادر الثنائي منزلهم في نيويورك إلى لوبلان، بولندا مرورا بالحدود الجنوبية للولايات المتحدة عبر المكسيك. استقر الثنائي في لوبلان حتى عام 1954. وهناك، عمل موريس مدرسًا للغة الإنجليزية. ذهبت لونا كوهين في العديد من البعثات الأجنبية للسوفييت خلال هذا الوقت، حيث سافرت إلى اليابان وهونج كونج وأستراليا ونيوزيلندا والنمسا وبلجيكا وهولندا. حصل الثنائي على جوازات سفر نيوزيلندية في باريس من سفارة نيوزيلندا، كما قاموا برحلات إلى كندا. في موسكو، تلقت لونا تدريبات إضافية كمشغل راديو وكاتب شيفرات سرية.
في عام 1954، ظهر الزوج مرة أخرى في غرب لندن، تحت اسم هيلين وبيتر كروجر استخدموا خلالها جوازات السفر النيوزيلندية التي حصلوا عليها في باريس وادعوا أنهم كنديين أصليين.
بدأ الثنائي العمل في بيع الكتب الأثرية لتغطية أنشطتهم في إدارة فندق لندن للإقامة الغير شرعية. عمل جوردون لونسديل معهم كجزء من حلقة تجسس في بورتلاند.
أثناء وجوده في لندن، كانت كوهين صديقة لفرانك ونورا دويل. فرانك دويل هو بائع الكتب الذي أصبح مراسلا مع المؤلف هيلين هانف، وأكثر الكتب مبيعًا، في 84 شارع تشارنج كروس. في كتابها للمتابعة، دوقة بلومزبري ستريت، أبلغت هانف عن حكاية أخبرتها نورا دويل. ليلة رأس السنة الميلادية، قدمت فرقة دولس حفلة أقامتها لونا كوهين (المعروف أيضًا باسم هيلين كروجر).
 ظهرت هيلين غريبة جدا في فستان سهرة طويل أسود. قالت نورا: «هيلين، أنت تبدين وكأنك جاسوس روسي!». ضحكت هيلين وضحك بيتر وبعد أشهر قليلة التقطت نورا ورقة الصباح واكتشفت أن هيلين وبيتر كروجر جواسيس روس.

## السجن

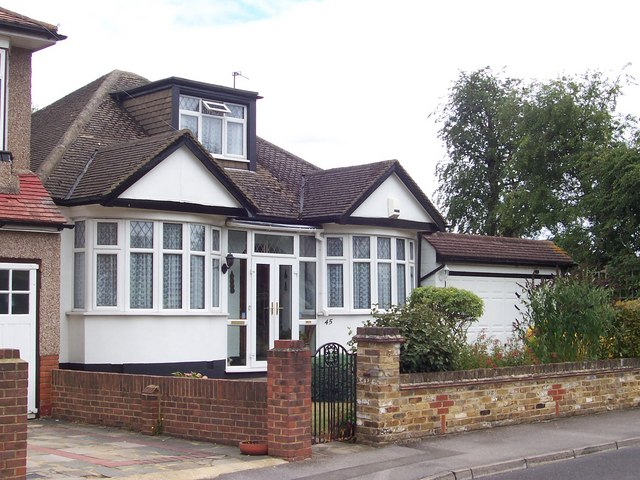
منزل كوهين في ريوسليب، وجدت معدات كاملة من معدات الإرسال.

في الطابق السفلي من منزلهم، الواقع في 45 كرانلي درايف، رويسليب، غير بعيد عن مطار نورثولت العسكري، فأنشأوا جهاز إرسال لاسلكي عالي السرعة وبدأوا في مراسلة موسكو «معلومات ذات أهمية خاصة». في يناير 1961، قُبض عليهم بتهمة التجسس، في مارس، حُكم عليها بالسجن لمدة 20 عامًا بينما كان من المقرر أن يُسجن زوجها لمدة 25 عامًا، قضى كلا منهما ثمانية أعوام فقط، حتى عام 1969، إلى أن تم تبادلهما أخيرًا مع الاتحاد السوفيتي أمام البريطاني جيرالد بروك.
قبل احتجاز لونا كوهين /كروجر طلبت اذنا بإشعال المرجل. وقبل أن تتمكن من القيام بذلك، أصر المحقق المشرف سميث، «خبير تجسس» مخضرم كان مسؤولاً عن الاعتقال، على فحص حقيبتها أولاً ووجد أنها تحتوي على وحدات ميكروفيلم لتهريبها إلى خارج البلاد بسهولة أكبر.

## الموت

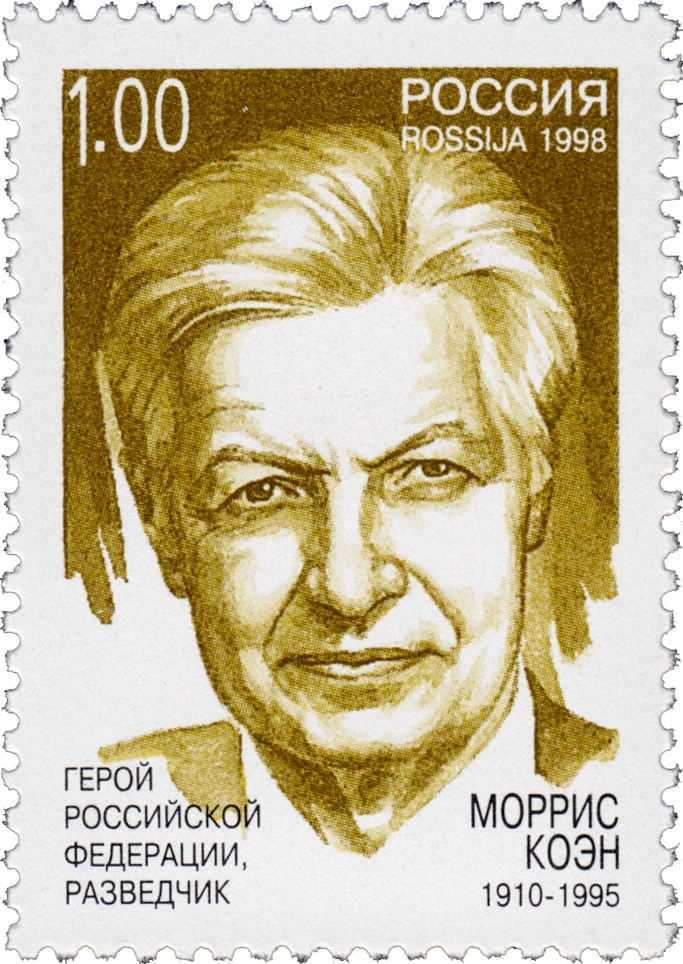
موريس كوهين على احدى الطوابع الروسية

في 23 ديسمبر 1992، توفيت لونا كوهين في موسكو، كانت تبلغ وقتها من العمر 79 عامًا. عاش زوجها، موريس، بعد وفاتها 3 سنوات فقط. دُفن كلاهما في مقبرة نوفو كونتسيفو في كي جي بي.

## جوائز
تلقى كل من لونا وموريس كوهين وسام الراية الحمراء من الاتحاد السوفيتي. كما حصل كلاهما على وسام ترتيب الصداقة بين الشعوب.

## الميراث
بمجرد الوصول إلى موسكو، بدأت كوهين بتدريب زملائها على العمليات الاستخبارات الغير قانونية.
في عام 1983، قام الكاتب المسرحي البريطاني هيو ويتيمور بتصوير القضية باسم «باك أوف لايز»، والتي تم عرضها في مسارح وست اند في لندن من بطولة جودي دينش ومايكل وليامز. تم إقامة المسرحية على مسرح برودواي لمدة ثلاثة أشهر ونصف في عام 1985، فازت بعدها روزماري هاريس بجائزة توني كأفضل ممثلة عن دورها كالجار البريطاني كوهين/ كروجر.
تم تحويل المسرحية إلى فيلم تلفزيوني من بطولة إلين بورستين، وألان باتس، وتيري جار ودانيال بينزالي في دور «بيتر شايفر»، و«بيتر كروجر» وموريس كوهين بالترتيب. في عام 1987، بث الفيلم في الولايات المتحدة على شبكة سي بي إس.

## وصلات خارجية
- القصة السرية لمؤامرة التجسس الذري الأمريكية. نيويورك: كتب تايمز. ص. 244-253.
- هاينز، جون إيرل؛ كليهر، هارفي (1999). فينونا: فك شفرة التجسس السوفيتي في أمريكا. نيو هافن: مطبعة جامعة ييل. ص. 316، 317-319، 320، 321، 334. ردمك 0-300-08462-5.
- جهاز الاستخبارات الخارجية الفيدرالية الروسية (1995)، قدامى المحاربين في جهاز الاستخبارات الأجنبية الروسية. موسكو: جهاز الاستخبارات الخارجية الروسية.
- في مثل هذا اليوم. «في هذا اليوم: 13 مارس 1961: خمسة بريطانيين متهمين بالتجسس لصالح موسكو».
- الملفات الحمراء- تاريخ الإستخبارات السوفيتية.

الملفات الحمراء- تاريخ الإستخبارات السوفيتية.